# Алиенист
«Алиени́ст» (англ. The Alienist) — американский телесериал в жанре психологического триллера, основанный на одноимённом романе американского писателя Калеба Карра. Премьера десятисерийного сериала состоялась 22 января 2018 года. 17 августа 2018 руководство телеканала TNT заказало продолжение сериала, которое получило название «Алиенист: Ангел тьмы», основаное на одноимённой книге. Премьера второго сезона состоялась 18 июля 2020 года.

## Сюжет
1896 год. Газетный иллюстратор Джон Мур (Люк Эванс) вместе с алиенистом (психиатром) доктором Ласло Крайцлером (Даниэль Брюль) и первой женщиной, служащей в полиции, Сарой Говард (Дакота Фэннинг) расследуют серию жестоких убийств в Нью-Йорке.

## В ролях

### Основной состав
- Даниэль Брюль — доктор Ласло Крайцлер[4]
- Люк Эванс — Джон Мур[4]
- Брайан Герати — Теодор Рузвельт[5]
- Роберт Уиздом — Сайрус Монтроуз[6]
- Дуглас Смит — Маркус Айзексон
- Мэттью Шир — Люциус Айзексон[7]
- К’Орианка Килчер — Мэри Палмер[6]
- Мэтт Линтц — Стив Таггерт[8]
- Дакота Фэннинг — Сара Говард[9]

### Второстепенный состав
- Тед Левин — Томас Бернс[10]

## Эпизоды

### Сезон 1 (2018)
| № | Название                                   | Режиссёр         | Автор сценария                                  | Дата премьеры    | Произв. код |
| --- | ------------------------------------------ | ---------------- | ----------------------------------------------- | ---------------- | ----------- |
| 1 | «The Boy on the Bridge» «Мальчик на мосту» | Jakob Verbruggen | Hossein Amini                                   | январь 21, 2018  | 101         |
| 1896 год. В Нью-Йорке на мосту найдено изуродованное тело подростка, одетого в женское платье. Доктор Ласло Крайцлер со своим другом-репортёром Джоном Муром приходит к выводу, что задержанный полицией подозреваемый не виновен в этом преступлении, и хочет найти действительного убийцу, предполагая, что имеет дело с психическим больным. |                                            |                  |                                                 |                  |             |
| 2 | «A Fruitful Partnership»                   | Jakob Verbruggen | Hossein Amini и E. Max Frye                     | январь 29, 2018  | 102         |
| Отца, убитого на мосту мальчика, жестоко избивают двое полицейских во главе с капитаном Конором с целью запугать семью и заставить отказаться сотрудничать со следствием. Сара Говард в компании Джона Мура посещает семью мальчика, в надежде выяснить подробности нападения, в ходе разговора они узнают, что были и другие жертвы. Вечером того же дня, доктор Ласло Крайслер собирает за ужином свою команду, которая включает Джона Мура, Сару Говард и двух медэкспертов: Маркуса и Люкаса Исааксонов. Медэксперты представляют собравшимся результаты своих поисков: аналог оружия, которым было совершено преступление, и отпечаток пальца на карманных часах, возможно принадлежащий убийце. Доктор заканчивает вечер воодушевляющей речью, последние слова которой звучат двусмысленно: «Мы знаем, что преступник совершает убийства с жестокостью. Если мы подберемся слишком близко к нему, то эта жестокость может выплеснуться на нас». После ужина Джон Мур навещает бордель, в котором работал убитый мальчик, в попытке выведать какие-нибудь подробности. Там ему подмешивают наркотики и он теряет сознание, но перед этим он успевает узнать, что убийца был постоянным клиентом, имел серебряную улыбку и в ночь убийства был с жертвой в комнате на третьем этаже, из которой оба исчезли странным образом, предположительно через окно. |                                            |                  |                                                 |                  |             |
| 3 | «Silver Smile»                             | Jakob Verbruggen | Gina Gionfriddo                                 | февраль 5, 2018  | 103         |
| 4 | «These Bloody Thoughts»                    | James Hawes      | Gina Gionfriddo and Cary Joji Fukunaga          | февраль 12, 2018 | 104         |
| 5 | «Hildebrandt's Starling»                   | James Hawes      | E. Max Frye                                     | февраль 19, 2018 | 105         |
| 6 | «Ascension»                                | Paco Cabezas     | E. Max Frye                                     | февраль 26, 2018 | 106         |
| 7 | «Many Sainted Men»                         | Paco Cabezas     | John Sayles                                     | март 5, 2018     | 107         |
| 8 | «Psychopathia Sexualis»                    | David Petrarca   | John Sayles                                     | март 12, 2018    | 108         |
| 9 | «Requiem»                                  | Jamie Payne      | Hossein Amini                                   | март 19, 2018    | 109         |
| 10 | «Castle in the Sky»                        | Jamie Payne      | Cary Joji Fukunaga & John Sayles & Chase Palmer | март 26, 2018    | 110         |

### Сезон 2:Ангел Тьмы(2020)
| № общий | № в сезоне | Название                                            | Режиссёр     | Автор сценария                  | Дата премьеры  | Зрители в США (млн) |
| --- | ---------- | --------------------------------------------------- | ------------ | ------------------------------- | -------------- | ------------------- |
| 11 | 1          | «Устами младенца» «Ex Ore Infantium»                | Дэвид Кэффри | Стюарт Керолан                  | 19 июля 2020   | 1.33                |
| Сара Говард вместе с известным алиенистом Ласло Крейцлером и журналистом из New York Times по имени Джон Мур открывает свое по-настоящему новаторское частное детективное агентство, чтобы сделать все возможное в развернувшихся поисках похищенной дочери испанского сановника. |            |                                                     |              |                                 |                |                     |
| 12 | 2          | «Нечто ужасное» «Something Wicked»                  | Дэвид Кэффри | Стюарт Керолан                  | 19 июля 2020   | 1.10                |
| Сара находит зацепку в универмаге, которая приводит ее в самый центр опасной игры. Между тем, Джон делает все возможное, чтобы найти баланс между своими личной и профессиональной жизнями во время расследования в водовороте преступного мира Нью-Йорка.                        |            |                                                     |              |                                 |                |                     |
| 13 | 3          | «Лабиринт» «Labyrinth»                              | Клер Килнер  | Джина Джионфриддо               | 26 июля 2020   | 0.99                |
| 14 | 4          | «Позолоченная клетка» «Gilded Cage»                 | Клер Килнер  | Элисон Фелтес                   | 26 июля 2020   | 0.90                |
| 15 | 5          | «Брюхо зверя» «Belly of the Beast»                  | Клер Килнер  | Карина Волк & Джина Джионфриддо | 2 августа 2020 | 1.13                |
| 16 | 6          | «Помни о смерти» «Memento Mori»                     | Дэвид Кэффри | Элисон Фелтес                   | 2 августа 2020 | 0.83                |
| Сара и Мур возвращаются в заброшенный дом убийцы в поисках новой информации о своем подозреваемом. Крайслеру грозит разорение после трагического инцидента в институте. Сара и ее команда завербованы для спасения еще одного пропавшего ребенка.                                 |            |                                                     |              |                                 |                |                     |
| 17 | 7          | «Последний выход в Бруклин» «Last Exit to Brooklyn» | Дэвид Кэффри | Том Сматс & Эми Берг            | 9 августа 2020 | 1.04                |
| Сара, Крайцлер и Мур отправляются в Бруклин в поисках улик. Бирнс планирует обмануть команду, поскольку поведение убийцы становится неуправляемым. Чувства Сары и Мура друг к другу заставляют их делать трудный выбор.                                                           |            |                                                     |              |                                 |                |                     |
| 18 | 8          | «Добрый ангел» «Better Angels»                      | Дэвид Кэффри | Карина Волк                     | 9 августа 2020 | 0.95                |